# Zaborowie
Pour les articles homonymes, voir Zaborowie.
Zaborowie [zabɔˈrɔvjɛ] est un village polonais de la gmina de Orońsko, du powiat de Szydłowiec et dans la voïvodie de Mazovie dans le centre-est de la Pologne.
Il se situe à environ 6 kilomètres à l'ouest d'Orońsko, à 10 kilomètres au nord de Szydłowiec et à 101 kilomètres au sud de Varsovie.